# Ameiva's
Ameiva's (Ameiva) zijn een geslacht van hagedissen die behoren tot de familie tejuhagedissen (Teiidae).
Ameiva's zijn middelgrote hagedissen die een halve meter tot een meter lang worden. De lichaamskleur is vaak groen of bruin met strepen en vlekken. Het voedsel bestaat uit insecten en andere kleinere dieren en daarnaast worden ook plantendelen gegeten. Ameiva's worden zelf gegeten door roofdieren als slangen en rovende zoogdieren.
Ameiva's komen voor in de Nieuwe Wereld; in delen van Noord-, Midden- en Zuid-Amerika. De habitat bestaat uit open gebieden; dichte bossen zijn ongeschikt als leefgebied.

## Verspreidingsgebied
De verschillende soorten komen voor in delen van Midden- en Zuid-Amerika. Ameiva's zijn te vinden in de landen Argentinië, Bolivia, Brazilië, Colombia, Cuba, Dominicaanse Republiek, Ecuador, Frans-Guyana, Guyana, Haïti, Koninkrijk der Nederlanden (Aruba), Paraguay, Peru, Suriname, Trinidad en Venezuela. 
De grootte van het verspreidingsgebied verschilt sterk per soort. De gewone ameiva is zonder meer de wijdst verspreide ameiva, deze soort komt voor in geheel noord- en centraal Zuid-Amerika. Sommige soorten hebben echter een aanmerkelijk kleiner areaal en komen endemisch voor in een enkel land. Een voorbeeld is de soort Ameiva jacuba die alleen in centraal Brazilië voorkomt in de deelstaat Goiás en de soorten Ameiva concolor en Ameiva nodam die alleen in delen van Peru te vinden zijn.

De gewone ameiva is uitgezet in de Verenigde Staten in de staat Florida. Hier is de hagedis al sinds 1954 in het zuiden te vinden in de county Miami-Dade en de soort heeft zich verspreid naar andere county's. Ook de soort Ameiva praesignis is in deze staat geïntroduceerd en wordt al aangetroffen sinds de jaren 80 van de vorige eeuw.

### Habitat
De habitat verschilt per soort, een aantal soorten komt voor in vochtige omgevingen met veel plantengroei, zoals mangrovebossen. In streken aan de kust komen vaak gravende krabben voor, de holen van de krabben worden gebruikt door ameiva's om in te schuilen.
Het natuurlijk leefgebied van veel soorten wordt aangetast door de mens door onder andere de illegale houtkap. Voor veel dieren betekent het kappen van bossen het verlies van het leefgebied, maar sommige ameiva's zijn gebaat bij ontbossing. Dichte bossen zijn namelijk ongeschikt voor de bodembewonende en zonneminnende ameiva's, van de gewone ameiva is bekend dat het dier zich graag vestigt in gebieden die recentelijk zijn ontbost.

## Uiterlijke kenmerken

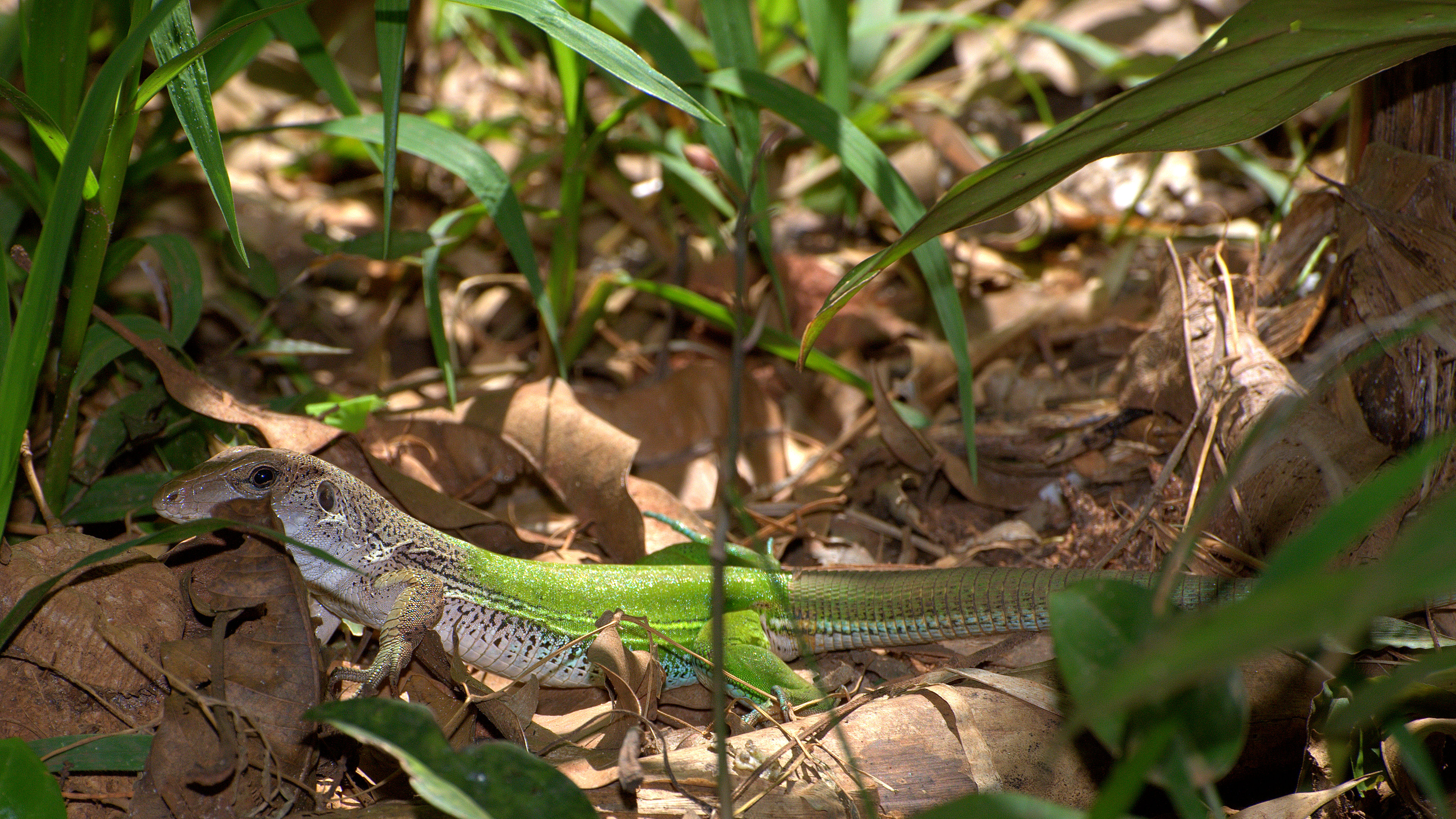
Ondanks hun felle kleuren vallen ameiva's niet op in de natuurlijke habitat.

Ameiva's zijn relatief grote hagedissen, de lichaamslengte inclusief staart is vaak langer dan 50 centimeter. Het zijn typische hagedissen, met een grote kop, een lang en gestroomlijnd lichaam, vier krachtige, zijwaarts staande poten en een lange, dunne staart. De staart is meer dan twee keer zo lang als de kopromp-lengte. Ameiva's lijken sterk op de echte hagedissen (familie Lacertidae), die in andere werelddelen voorkomen. Ook zijn ze te verwarren met andere tejuhagedissen in Amerika, zoals soorten uit de geslachten Callopistes en de reuzenteju's uit het geslacht Tupinambis. Soorten uit deze twee groepen hebben een grovere lichaamsbouw en een langere staart, ze hebben een enigszins varaanachtig uiterlijk.
De lichaamskleur is meestal groen tot bruin, veel soorten hebben afstekende vlekkenrijen of lichtere strepen in de lengte of een bandering. Ameiva's zijn vaak zeer bont gekleurd en hebben groene, rode en blauwe kleuren.
Het uiteinde van de tong van ameiva's is gespleten, op de tong bevinden zich geurreceptoren die gebruikt worden om de lucht te proeven, zie ook het artikel orgaan van Jacobson. De tong van ameiva's kan relatief ver worden uitgestoken. De tong van ameiva's is omgeven door een vlezige schede aan de onderzijde van de bek. Dit is een belangrijk verschil met verwante geslachten van hagedissen, zoals de renhagedissen uit het geslacht Cnemidophorus.

## Levenswijze
Ameiva's zijn overdag actief, het zijn allemaal bodembewoners maar soms wordt in bomen en struiken geklommen om aan vijanden te ontkomen. Ameiva's zijn zeer snelle renners die als het moet ook op de achterpoten weg kunnen rennen. Alle soorten zijn eierleggend, de vrouwtjes zetten in het voortplantingsseizoen eieren af die begraven worden in holletjes in de grond. Als na enkele maanden de jongen uit het ei kruipen zijn ze al zo'n 15 tot 17 centimeter lang inclusief staart.
Het voedsel bestaat uit kleine dieren zoals insecten en hun larven en andere ongewervelden. Voorbeelden van dergelijke prooien zijn sprinkhanen, kevers, vlinders, kleine kreeftjes, mieren, termieten, kakkerlakken, spinnen en heremietkreeften. Naarmate die dieren groter worden kunnen ook grotere prooidieren zoals kleine gewervelde dieren worden buitgemaakt, zoals andere hagedissen.

## Naamgeving en taxonomie
Het geslacht Ameiva werd voor het eerst wetenschappelijk beschreven door Friedrich Albrecht Anton Meyer in 1795. Waar de wetenschappelijke geslachtsnaam vandaan komt is niet geheel duidelijk. Waarschijnlijk is het woord afkomstig uit het Portugees, de term 'ameiva' is sinds 1742 bekend.
In de Engelse taal worden de hagedissen aangeduid met 'jungle-runners', wat jungle-renners betekent. In het Spaans wordt de naam 'lagartijas metálicas' of metaalhagedissen gebruikt.
Ameiva's behoren tot de hagedissen en de familie tejuhagedissen (Teiidae). Binnen de familie zijn de ameiva's de grootste groep. Er zijn tegenwoordig dertig beschreven soorten, inclusief drie soorten die pas voor het eerst in 2013 voor het eerst wetenschappelijk zijn beschreven; Ameiva aggerecusans, Ameiva jacuba en Ameiva nodam. Ameiva's hebben zich ongeveer 50 miljoen jaar geleden afgesplitst van de soorten uit het geslacht van de reuzenteju's (geslacht Tupinambis). Ongeveer 30 miljoen jaar geleden splitsten de huidige soorten zich op in verschillende subgroepen.

### Soorten
Er worden tegenwoordig dertien verschillende soorten erkend. Lange tijd was het soortenaantal hoger en waren er ongeveer dertig soorten. Een aantal hagedissen werd vroeger tot de ameiva's gerekend, maar tegenwoordig niet meer. in de literatuur wordt deze verouderde status nog wel gebruikt. Een voorbeeld is de soort Holcosus festivus en ook andere soorten uit het geslacht Holcosus werden vroeger tot de ameiva's gerekend. Vrij recentelijk zijn een groep van soorten uit het geslacht Ameiva afgesplitst naar het geslacht Pholidoscelis
Het geslacht omvat tegenwoordig de volgende soorten:
| Lijst van soorten ameiva's | Lijst van soorten ameiva's    | Lijst van soorten ameiva's                                                       | Lijst van soorten ameiva's                                                                                    |
| -------------------------- | ----------------------------- | -------------------------------------------------------------------------------- | --- |
| Afbeelding                 | Naam                          | Auteur                                                                           | Verspreiding                                                                                                  |
|                            | Ameiva aggerecusans           | Koch, Venegas, Rödder, Flecks & Böhme, 2013                                      | Peru |
|                            | Gewone ameiva (Ameiva ameiva) | Linnaeus, 1758                                                                   | Argentinië, Bolivia, Brazilië, Colombia, Ecuador, Frans-Guyana, Guyana, Paraguay, Peru, Suriname en Venezuela |
|                            | Ameiva atrigularis            | Garman, 1887                                                                     | Trinidad en Venezuela                                                                                         |
|                            | Ameiva bifrontata             | Cope, 1862                                                                       | Colombia, Koninkrijk der Nederlanden (Aruba), Peru, Venezuela                                                 |
|                            | Ameiva concolor               | Ruthven, 1924                                                                    | Peru |
|                            | Ameiva fuliginosa             | Cope, 1892                                                                       | Colombia en Honduras                                                                                          |
|                            | Ameiva jacuba                 | Giugliano, Nogueira, Valdujo, Collevatti & Colli, 2013                           | Brazilië |
|                            | Ameiva nodam                  | Koch, Venegas, Rödder, Flecks & Böhme, 2013                                      | Peru |
|                            | Ameiva pantherina             | Ugueto & Harvey, 2011                                                            | Venezuela |
|                            | Ameiva parecis                | Colli, Costa, Garda, Kopp, Mesquita, Péres, Valdujo, Vieira & Wiederhecker, 2003 | Brazilië |
|                            | Ameiva praesignis             | Baird & Girard, 1852                                                             | Colombia, Costa Rica, Panama en Venezuela                                                                     |
|                            | Ameiva provitaae              | Garcia-Perez, 1995                                                               | Venezuela |
|                            | Ameiva reticulata             | Landauro, García-Bravo & Venegas, 2015                                           | Peru |